# Gust dolç

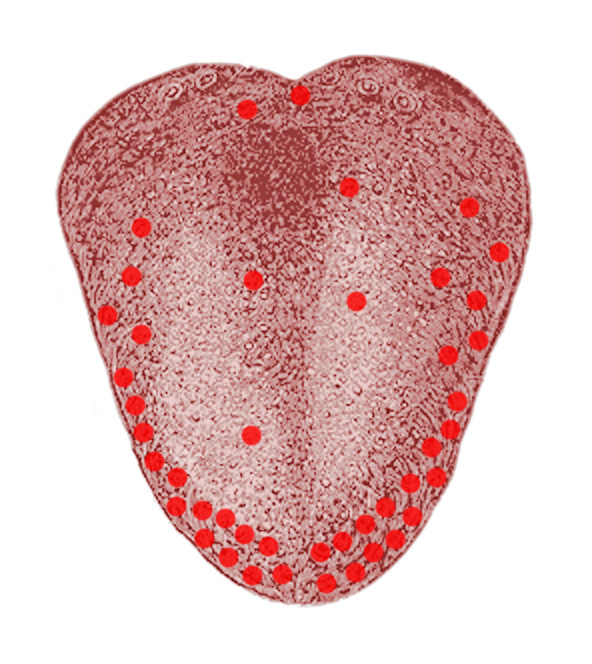
Punts específics de detecció del gust dolç a la llengua

El dolç és un dels cinc gustos bàsics i dels únics que és acceptat de manera global per totes les cultures de la terra com a plaent. Als nadons els agrada el dolç abans d'aprendre a apreciar altres gustos. Es detecta principalment a les papil·les gustatives del cap de la llengua.
La dolçor com a sensació és subministrada per diverses substàncies químiques detectades i determinades per anys d'investigacions. Els aliments que posseeixen un alt contingut de monosacàrids i disacàrids són percebuts dolços. Els saboritzants artificials usats per proporcionar el sabor dolç es denominen edulcorants.
La base quimiosensorial per detectar dolçor, que varia entre individus i espècies, només ha començat a entendre's des de finals del segle xx. Un model teòric de dolçor és la teoria d'unió multipunt, que implica múltiples llocs d'unió entre un receptor de dolçor i una substància dolça.
Els estudis indiquen que la capacitat de resposta als sucres i la dolçor té principis evolutius molt antics, que es manifesten com la quimiotaxi fins i tot en bacteris motils com E. coli. Els infants nounats també demostren preferències per concentracions altes de sucre i prefereixen solucions més dolces que la lactosa, el sucre que es troba en la llet materna. La dolçor sembla tenir el llindar de reconeixement del gust més alt, ja que es detecta al voltant d'1 part en 200 de sacarosa en solució. En comparació, l'amargor sembla tenir el llindar de detecció més baix, d'aproximadament 1 part en 2 milions per quinina en solució. En els entorns naturals que van sorgir els ancestres primats humans, la intensitat de la dolçor hauria d'indicar la densitat d'energia, mentre que l'amargor tendeix a indicar toxicitat. El llindar de detecció de dolcesa elevada i el llindar de detecció d'amargor baixa han predisposat als nostres avantpassats primats a buscar aliments dolços (i energèticament densos) i evitar aliments amargs. Fins i tot entre els primats que mengen fulles, hi ha una tendència a preferir fulles immadures, que tendeixen a ser més altes en proteïnes i més baixes en fibra i verins que fulles madures. La "llamineria" té així un antic patrimoni evolutiu, i mentre el processament d'aliments ha canviat els patrons de consum, la fisiologia humana es manté pràcticament inalterada.

## Determinació del poder edulcorant

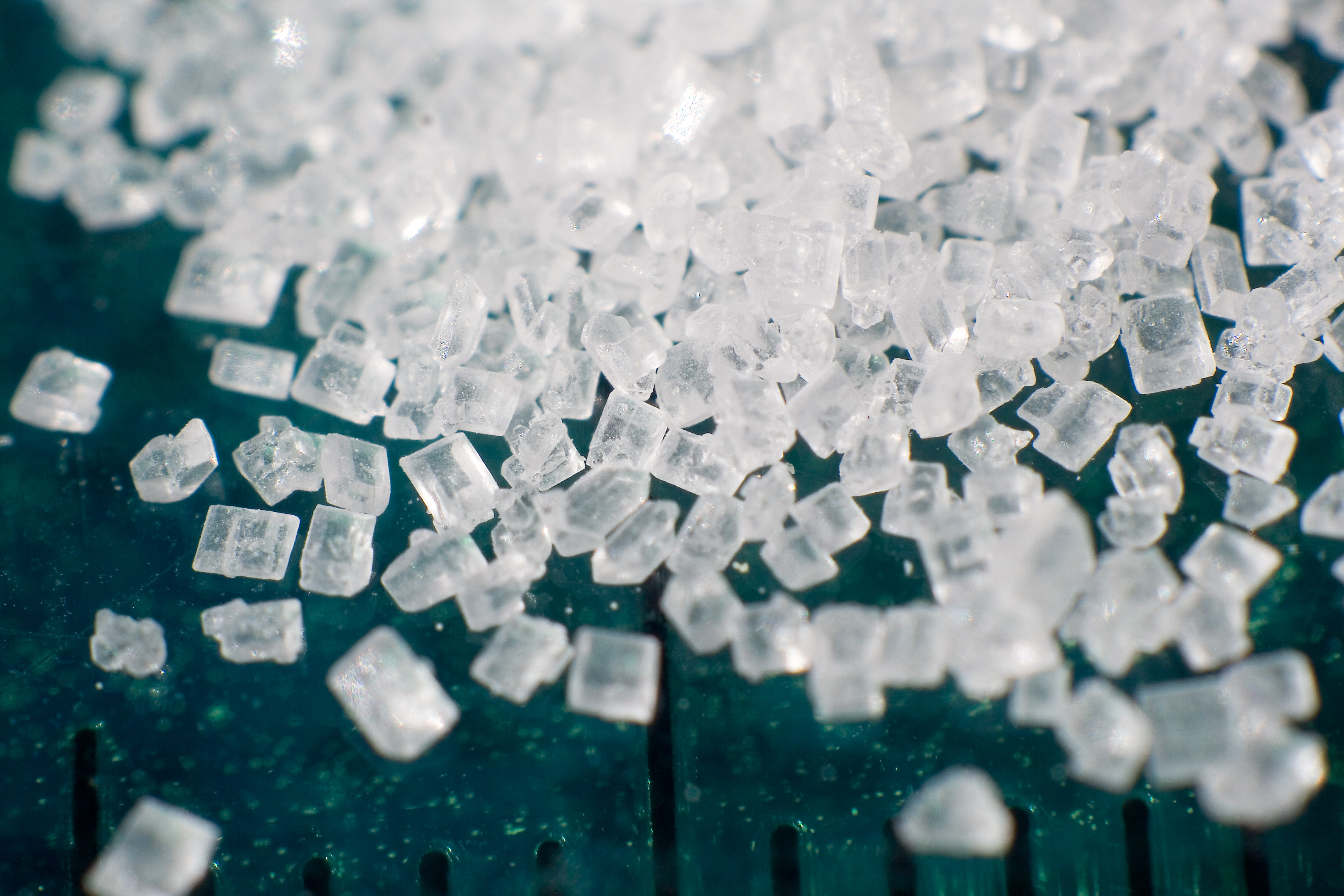
Cristalls de sacarosa, substància de referència a l'hora de valorar el poder edulcorant.

Una de les propietats més reconegudes dels carbohidrats és el seu poder edulcorant. Normalment el poder edulcorant d'un monosacàrid o oligosacàrid no està en funció de la seva concentració. La mesura de la intensitat del gust dolç es porta a cap mitjançant la determinació del llindar de percepció del sabor, amb avaluadors ensinistrats, els quals analitzen les substàncies dolces des del punt de vista de la percepció dels sentits humans, o per comparança amb una substància de referència, generalment la sacarosa, ja que aquesta es destaca sobre les demés per llur gust especialment agradable fins i tot a concentracions altes.

## Exemples de substàncies amb gust dolç
Una gran diversitat de compostos químics, com els aldehids i les cetones, són dolços. Entre les substàncies biològiques comunes, tots els carbohidrats simples són dolços almenys en certa manera. La sacarosa (sucre de taula) és l'exemple prototípic d'una substància dolça. La sacarosa a la solució té una puntuació de percepció dolça d'1, i altres substàncies estan valorades en relació amb això. Per exemple, un altre sucre, la fructosa, és una mica més dolç, tenint en compte 1,7 vegades la dolçor de la sacarosa. Alguns dels aminoàcids són lleument dolços: l'alanina, la glicina i la serina són els més dolços. Alguns altres aminoàcids es perceben tant dolços com amargs.
Una sèrie d'espècies vegetals produeixen glucòsids dolços a concentracions molt inferiors al sucre. L'exemple més conegut és la glucirricina, el component dolç de l'arrel de regalèssia, que és aproximadament 30 vegades més dolça que la sacarosa. Un altre exemple comercialment important és l'esteviòsid, de l'arbust sud-americà Stevia rebaudiana. És aproximadament 250 vegades més dolça que la sacarosa. Una altra classe de edulcorants naturals potents són les proteïnes dolces com la taumatina, que es troben a la fruita del katemfe de l'Àfrica Occidental. L'oli de gallina, una proteïna antibiòtica que es troba en els ous de pollastre, també és dolça.
| Nom                   | Tipus de compost          | Dolcesa           |
| --------------------- | ------------------------- | ----------------- |
| Lactosa               | Disacàrid                 | 0.16              |
| Maltosa               | Disacàrid                 | 0.33 – 0.45       |
| Sorbitol              | Polialcohol               | 0.6               |
| Glucosa               | Monosacàrid               | 0.74 – 0.8        |
| Sacarosa              | Disacàrid                 | 1,00 (referència) |
| Fructosa              | Monosacàrid               | 1,17 – 1,75       |
| Ciclamat de sodi      | Sulfonat                  | 26                |
| Glicòsid Steviol      | Glicòsid                  | 40 – 300          |
| Aspartam              | Dipèptid metil èster      | 180 – 250         |
| Acesulfame de potassi | Diòxid d'Oxathiazinona    | 200               |
| Sacarina sòdica       | Compost amb grup sulfonil | 300 – 675         |
| Sucralosa             | Disacàrid modificat       | 600               |
| Thaumatina            | Proteïna                  | 2000              |
| Lugduname             | Compost de Guanidina      | 300.000 (estimat) |